# 권혁 (1989년)
권혁(1989년 2월 19일 ~ )은 대한민국의 배우이다.

## 출연

### 방송

#### 드라마
- 2020년 JTBC 《우아한 친구들》 ... 20대 안궁철 역
- 2021년 MBC 《밥이 되어라》... 박정훈 역
- 2022년 tvN 《O'PENing - 아파트는 아름다워》... 하영석 역
- 2022년 MBC 《팬레터를 보내주세요》... 별빛남녀 주인공 역
- 2022년 tvN 《미씽 : 그들이 있었다 2》… 이태현 역
- 2024년~2025년 KBS Joy 《오늘도 지송합니다》… 석진호 역

### 영화
- 2020년 《교섭》 - 사무관 역